# سیسترز (اورگن)
سیسترز (به انگلیسی: Sisters) شهری در شهرستان دسچوتس ایالت اورگن است و در سرشماری سال ۲۰۱۱ میلادی، ۲٬۰۳۸ نفر جمعیت داشته که نسبت به سال ۲۰۱۰، ۰٫۸۳ درصد رشد جمعیت داشته‌است.

## موقعیت جغرافیایی
موقعیت جغرافیایی شهرها و مناطق اطراف به شرح زیر است: